# Jakab monacói trónörökös
Jakab (Monaco, 2014. december 10. –), franciául: Jacques Honoré Rainier, monacói herceg és trónörökös, a Grimaldi-család tagja.

## Élete

Jakab hercegi monogramja

II. Albert monacói herceg és Charlène monacói hercegné legkisebb gyermeke, két perccel ikernővére, Gabriella után jött a világra 17:06 perckor a monacói Grácia Hercegné Központi Kórházban (Le Centre Hospitalier Princesse Grace). Jelenleg Jakab a monacói trón örököse, aki, ha elfoglalja trónját, II. Jakabként fog uralkodni. Születésekor megkapta a Baux őrgrófja címet, amelyet addig édesapja viselt monacói hercegként.

## Fordítás
- Ez a szócikk részben vagy egészben  a   Jacques, Hereditary Prince of Monaco című angol Wikipédia-szócikk fordításán alapul.  Az eredeti cikk szerkesztőit annak laptörténete sorolja fel. Ez a jelzés csupán a megfogalmazás eredetét és a szerzői jogokat jelzi, nem szolgál a cikkben szereplő információk forrásmegjelöléseként.